# Баден (футбольный клуб)
«Ба́ден» (нем. Baden) — швейцарский профессиональный футбольный клуб из одноимённого города, выступающий в швейцарской Челлендж-лиге, втором по силе дивизионе.

## История
В 1949 году клуб вышел 1-ю лигу третьего класса, став чемпионов группы в промоушене 29 мая 1949 года «Баден», переиграв в решающей игре «Брайтенбах». Через год клуб пробился в четвертьфинал Кубка Швейцарии, но потерпел поражение от «Серветта» . После 15 лет в первом дивизионе «Баден» впервые вышел в Национальную лигу, обыграв «Бургдорф» со счетом 3:1 в плей-оффе стыковых матчей, спустя два года после поражения в стыковых матчах от «Кантональ Невшатель» со счётом 1:3. В 1969 году «Баден» вылетел в первую лигу. В 1982 году «Баден» закрепился в Национальной лиге Б.
На сезон 1985/86 пришелся рассвет клуба. 20 июня 1985 года «Баден» обыграл «Мартиньи-Спорт» со счетом 4:1 в финале стыковых матчей за выход в высшую лигу и поднялся в Национальную лигу А, высший дивизион Швейцарии. Спустя 1 год клуб вылетел с дивизиона.
11 июня 2022 года, обыграв «Парадизо» в финале стыковых матчей Первой лиги, победив дома со счётом 3:1 и уступив в гостях со счётом 0:1, клуб наконец-то вернулся в Промоушен лигу.

## Известные игроки
- Даниэль Жигакс
- Мануэл Руй Маркеш
- Дэнни Тиатто
- Младен Петрич
- Диего Бенальо
- Алан Бразил
- Ведад Ибишевич

## Стадион

### Стадион «Шартен»
В 1922 году «Баден» купил футбольный стадион «Шартен», который стал первым сообственным стадионом клуба «Баден».

### Стадион «Эсп»
4 декабря 1975 года клуб продал стадион «Шартен». 24 мая 1984 г. совет города Баден утвердил сумму на проект строительства нового стадиона для клуба в размере 120 000 швейцарских франков, а год спустя уже утвердил сумму на строительство самого стадиона в 6,186 млн швейцарских франков. Церемония открытия стадиона состоялась 11 и 12 июня 1988 года. 14 июня 2008 года, после того, как стадиону Эсп исполнилось 20 лет, на стадионе появилась Вип-зона. Спустя три года, 3 сентября 2011 года, состоялась церемония покладки искусственного газона.